# نمودار بود

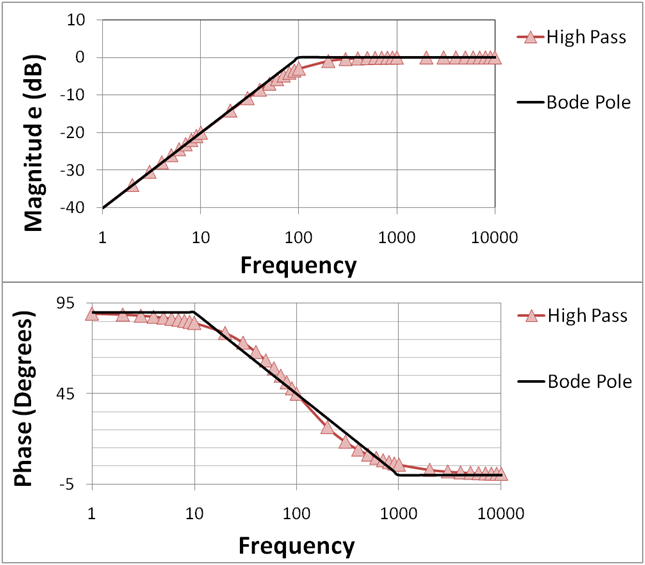
نمودار بدی فیلتر بالاگذر مرتبه اول (دارای یک قطب).

نمودار بود، نمودار بُد یا نمودار بوده (به انگلیسی: Bode plot) که به یاد هندریک وید بدی نامیده شده‌است معمولاً شامل دو نمودار اندازه بدی و فاز بدی می‌باشد.
در نمودار اندازه بد، محور عمودی لگاریتم دامنه و محور افقی فرکانس است و برای نمایش تابع تبدیل یا پاسخ فرکانسی یک سیستم خطی تغییرناپذیر با زمان بکار می‌رود.
نمودار فاز بد فاز را در مقابل فرکانس نشان می‌دهد و محور افقی آن لگاریتمی است. نمودار فاز بدی نشان دهنده آن است که سیستم مورد نظر فاز هر مؤلفه فرکانسی را به چه میزان تغییر می‌دهد.
در نمودار اندازه ی بد اگر نقطه ی شکست داشته باشیم و شیب نمودار منفی تر شود.نشان دهنده ی قطب است.و اگر در نقطه شکست شیب مثبت تر بشود نشان دهنده ی یک صفر است.

## نگارخانه

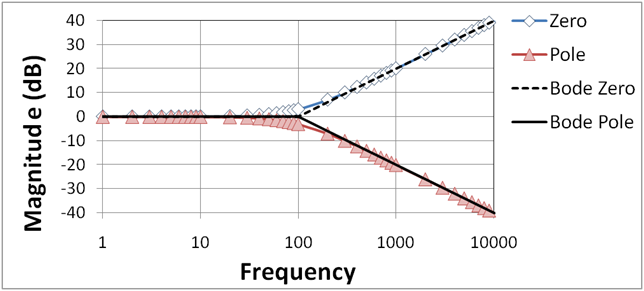
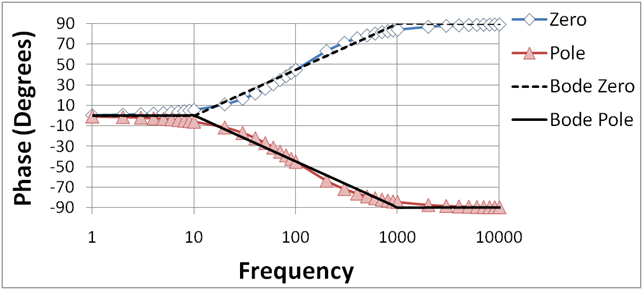
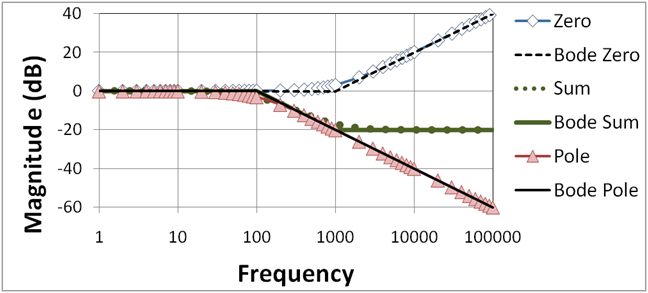
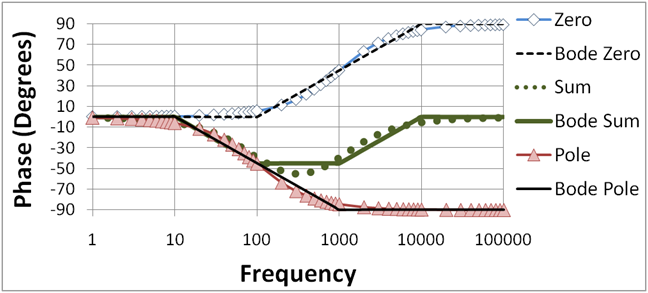